# 箏四重奏 (船川利夫)
『箏四重奏』は、船川利夫が1965年3月に作曲した3楽章からなる尺八・箏・十七絃の合奏曲である。

## 曲の解説
1965年にさわらび会より委嘱された作品。
- Ⅰ楽章　MODERATO　淡泊にあっさりと

おおらかな律と細かい音階の組み合わせでできた旋律とで主題ができている。各パートの律的移行と対比がこの楽章の狙いである。
- Ⅱ楽章　LENT　淋しく

静けさを主体に、相当に息の長い愁に満ちた旋律をうたい、それを癒すような歯切れの良い旋律が、中間部に現れる。そして、もとの旋律にかえってこの楽章を終わる。
- Ⅲ楽章　軽快に明るく

明るく軽快に、そしておどけさえも混えた速い楽章である。尺八には、軽音楽的なところもある。

## 楽器構成
- 1箏
- 2箏
- 十七絃
- 尺八

## 楽譜
(株)大日本家庭音楽会より出版されている。

## LPレコード
ビクターレコード『船川利夫作品集(1) 箏現代名曲の調べ』に収録されている。